# Grundy NewBrain

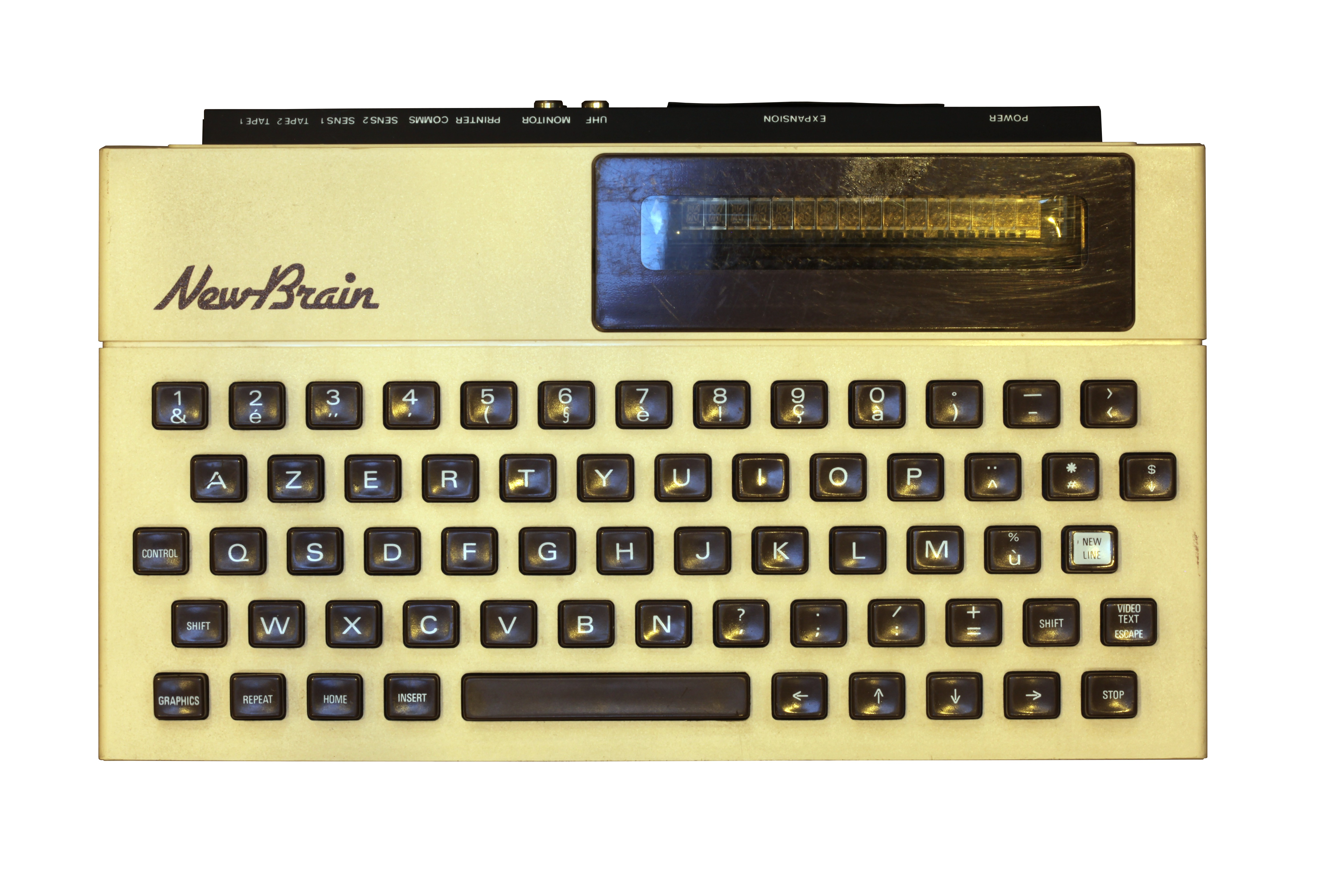
Grundy NewBrain

Il Grundy NewBrain è un home computer del 1982 prodotto dall'azienda britannica Grundy Business Systems Ltd.
Era rivolto soprattutto all'uso professionale. È utilizzabile come computer portatile grazie a un piccolo display LCD incorporato (opzionale) a una riga e 16 caratteri, oppure collegabile a uno schermo o televisore. È basato sul microprocessore Zilog Z80A a 4 MHz ed è dotato di 32 kB di RAM di serie, espandibili fino a 2 MB, quantità ragguardevole all'epoca.
Altri possibili collegamenti esterni includono due porte per registratore a cassette a 1200 Baud con possibilità di controllo del motore, due porte RS232C, e bus di espansione per memorie esterne, lettori di floppy e altro. La ROM del sistema operativo include un interprete BASIC, conforme allo standard ANSI, che per l'epoca era veloce ed esteso con funzionalità avanzate.
La caratteristica più notevole era probabilmente il video (quando utilizzato con uno schermo esterno), dotato di grafica ad alta risoluzione a varie modalità, mescolabile con aree di testo a 40 o 80 colonne. Sono disponibili notevoli funzioni di gestione della grafica, ad esempio per il tracciamento di diagrammi cartesiani.